# Paskosaari (ö i Birkaland, Tammerfors, lat 61,38, long 24,48)
Paskosaari är en ö i Finland. Den ligger i sjön Joutsenselkä och i kommunen Pälkäne i den ekonomiska regionen Tammerfors och landskapet Birkaland, i den södra delen av landet, 140 km norr om huvudstaden Helsingfors. Öns area är 2,8 hektar och dess största längd är 240 meter i öst-västlig riktning.